# Xilolite S.A.
Xilolite S.A. é uma empresa de capital fechado que atua no ramo de mineração, localizada na fazenda Olho d'Água dos Coqueiros, na Serra das Éguas, em Brumado e conta com escritórios em São Paulo e depósitos em Guarulhos. A empresa extrai talco e magnesita. A produção de suas cinco jazidas, atualmente, alcança a marca dos 40 milhões de toneladas de magnesititos, contendo 28 milhões de toneladas de magnesita e 8 milhões de toneladas de talco (período não indicado).

## História
A Xilolite deu início às atividades em 1969 como fabricante de magnesita calcinada, cáustica e cloreto de magnésio. No ano de1973, obteve sua primeira jazida, iniciando assim, no seguinte ano, a exploração de magnesita e talco. Atualmente, além de explorar minerais, a empresa também fabrica talco micronizado e talco especial para indústrias farmacêuticas; e desde 1986 exporta para os Estados Unidos.

## Investimento e sustentabilidade
O processo de modernização da empresa começou em 1979. Até àquela época as atividades eram realizadas de forma muito primitiva, mas foi se modernizando; e em 2016, entrou em operação um forno considerado de última geração, conhecido como Multiple Hearth Furnace (MHF), para produção de óxido de magnésio. A Xilolite tem alcançado bons objetivos, como certificação do Sistema de Gestão da Qualidade — foi contemplada em 2004; e em 2007 e 2010, recebeu reconhecimento da Bureau Veritas, obtendo a certificação do SGQ, por se enquadrar nos requisitos da Norma ISO 9001:2008. Atualmente a empresa é uma das maiores mineradoras do município de Brumado e região, ao lado de outras duas empresas de mineração: Magnesita S.A. e IBAR S.A.